# Adidas Grand Prix 2011
Adidas Grand Prix 2011 byl lehkoatletický mítink, který se konal 11. června 2011 v americkém městě New Yorku. Byl součástí série mítinků Diamantová liga.

## Výsledky

### Muži
| Disciplína     | 1. místo                   | 2. místo                  | 3. místo                     |
| 100 m          | Steve Mullings 10,26       | Tyson Gay 10,26           | Keston Bledman 10,33         |
| 400 m          | Jeremy Wariner 45,13       | Jermaine Gonzales 45,16   | Rondell Bartholomew 45,17    |
| 800 m          | Alfred Kirwa Yego 1:46,57  | Mbulaeni Mulaudzi 1:46,68 | Boaz Kiplagat Lalang 1:46,75 |
| 5000 m         | Dejen Gebremeskel 13:05,22 | Bernard Lagat 13:05,46    | Tariku Bekele 13:06,06       |
| 400 m překážek | Javier Culson 48,50        | Bershawn Jackson 48,55    | David Greene 49,07           |
| Skok o tyči    | Romain Mesnil 552 cm       | Brad Walker 552 cm        | Jérôme Clavier 542 cm        |
| Trojskok       | Phillips Idowu 16,67 m     | Christian Olsson 16,29 m  | Leevan Sands 16,28 m         |

### Ženy
| Disciplína      | 1. místo                           | 2. místo                   | 3. místo                                 |
| 200 m           | Allyson Felixová 22,92             | Bianca Knight 22,96        | Shalonda Solomon 23,03                   |
| 1500 m          | Kenia Sinclair 4:08,06             | Morgan Ucenyová 4:08,42    | Kalkidan Gezahegneová 4:08,46            |
| 100 m překážek  | Danielle Carruthers 13,04          | Kellie Wellsová 13,06      | Tiffany Porterová 13,11                  |
| 3000 m překážek | Milcah Chemos Cheywaová 9:27,29    | Sofia Assefaová 9:27,37    | Gulnara Samitovová-Galkinová 9:29,75     |
| Skok do výšky   | Emma Greenová 194 cm               | Blanka Vlašičová 190 cm    | Sheree Francis Melanie Melfortová 182 cm |
| Skok daleký     | Funmi Jimoh 648 cm                 | Janay DeLoachová 641 cm    | Brittney Reeseová 635 cm                 |
| Hod diskem      | Stephanie Brown-Traftonová 62,94 m | Gia Lewis-Smallwood 59,89  | Aretha Thurmond 59,38 m                  |
| Hod oštěpem     | Christina Obergföllová 64,43 m     | Sunette Viljoenová 60,39 m | Rachel Yurkovich 58,43 m                 |